# Estherville Township (Iowa)
Estherville Township est un township, du comté d'Emmet en Iowa, aux États-Unis,,.
Le township est créé avant 1876 mais la date précise n'est pas connue car les archives ont disparu en raison de l'incendie du palais de Justice.

## Source de la traduction
- (en) Cet article est partiellement ou en totalité issu de l’article de Wikipédia en anglais intitulé « Estherville Township, Emmet County, Iowa » (voir la liste des auteurs).